# 显目猪笼草
显目猪笼草（学名：Nepenthes spectabilis）是苏门答腊特有的热带食虫植物，生长於海拔1400至2200米的地区。其种加词“spectabilis”来源于拉丁文，意为“显著的，引人注目的”。

## 植物学史

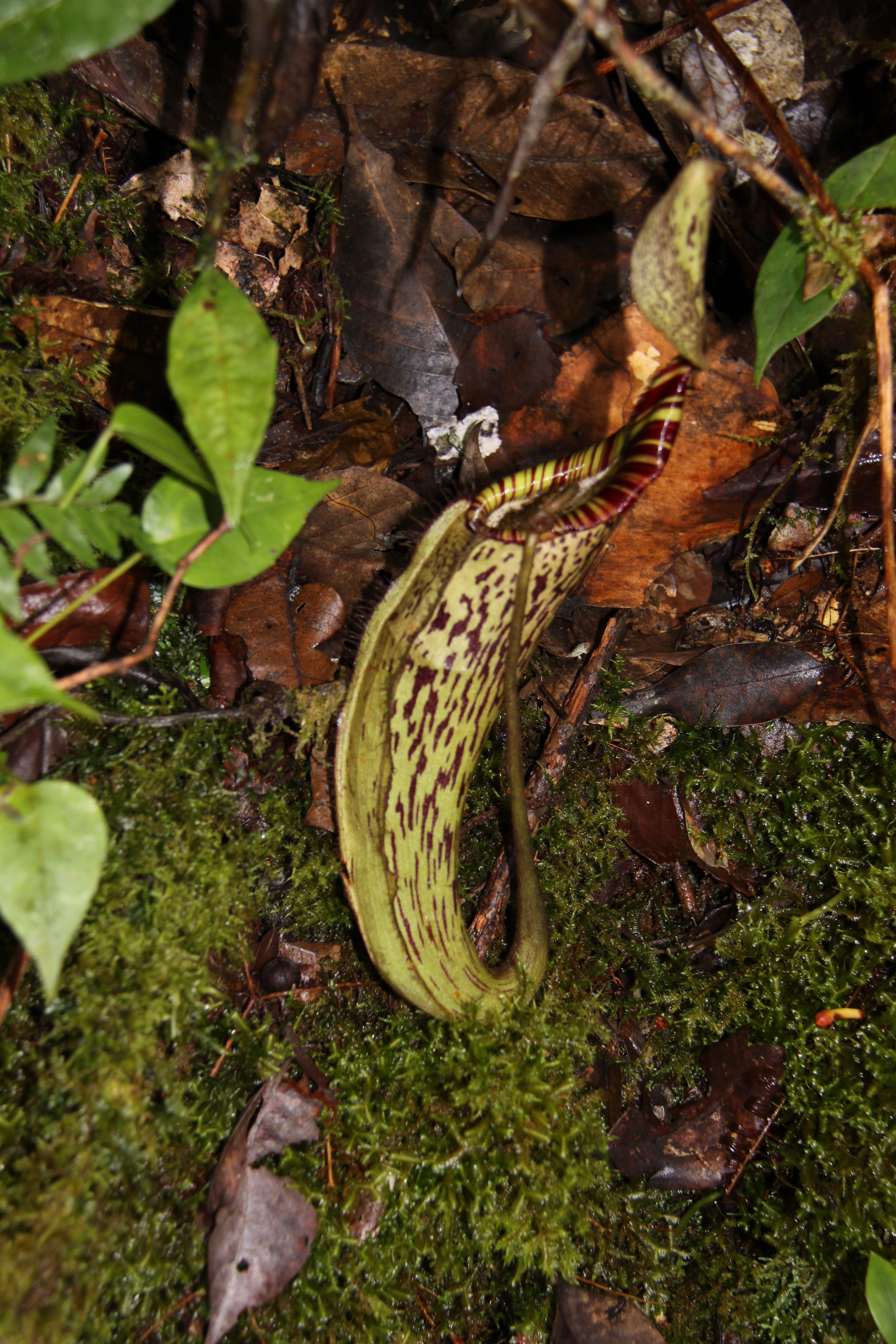
产自凯米利山北部边界的显目猪笼草

1920年6月5日，朱利叶斯·奥古斯特·鲁尔金（Julius August Lörzing）在诗巴甲山（Mount Sibajak）海拔1800米至1900米处首次采集了显目猪笼草的标本。该标本编号为“Lörzing 7308”，其与两份含雄性和雌性花序的等模标本一起存放于茂物植物园。第三幅等模标本编号为“sheet H.L.B. 928.350-170”，存放于莱顿的荷兰国家植物标本馆中。
1921年，朱利叶斯·奥古斯特·鲁尔金又采集了两份显目猪笼草的标本。穆罕默德·努尔·本·穆罕默德·高斯（Mohamed Nur bin Mohamed Ghose）在同一年的晚些时候采集了第四份标本。
B·H·丹瑟在其1928年出版的开创性专著《荷属东印度群岛的猪笼草科植物》中正式描述了显目猪笼草。他指定“Lörzing 7308”号标本为模式标本。B·H·丹瑟写道：
|  | 该物种仅存在于同一座山脉的两座山顶上——平托山和诗巴甲山；在塞迈克山上的也肯定属于同一个类群。显目猪笼草生长於海拔1800米以上的地区；其原生地为高山森林和灌木丛。因其与血红猪笼草的营养组织较为相似，它们与血红猪笼草之间似乎存在着密切的近缘关系，但花序上仍有些显著的不同。 鲁尔金认为其编号为“Lörzing 8297”的标本为雌雄同株；但标本中并没有同时存在雄性和雌性花序的枝条，所以我对这点描述表示质疑。 |

1986年，罗斯朱迪·塔明（Rusjdi Tamin）和堀田满在他们的专著《苏门答腊的猪笼草》（Nepenthes of Sumatra）中再次对显目猪笼草进行了分类处理。
一篇由布鲁斯·李·贝德纳尔（Bruce Lee Bednar）发表于1987年的一期《食虫植物通讯》的文章中提到了在园艺贸易中存在一种叫做显目猪笼草的植物。植物学家简·斯洛尔（Jan Schlauer）认为这种植物实际上是柯蒂斯猪笼草（N. curtisii），而柯蒂斯猪笼草现被认为是大猪笼草（N. maxima）的一个同物异名。
在马修·杰布和马丁·奇克1997年在《猪笼草属（猪笼草科）的框架性修订》中，将熔岩猪笼草（N. lavicola）归入了显目猪笼草中。他们指定“Lörzing 7308”号标本为显目猪笼草的选模标本。但随后，查尔斯·克拉克又在其专著中将熔岩猪笼草独立了出来。

## 形态特征

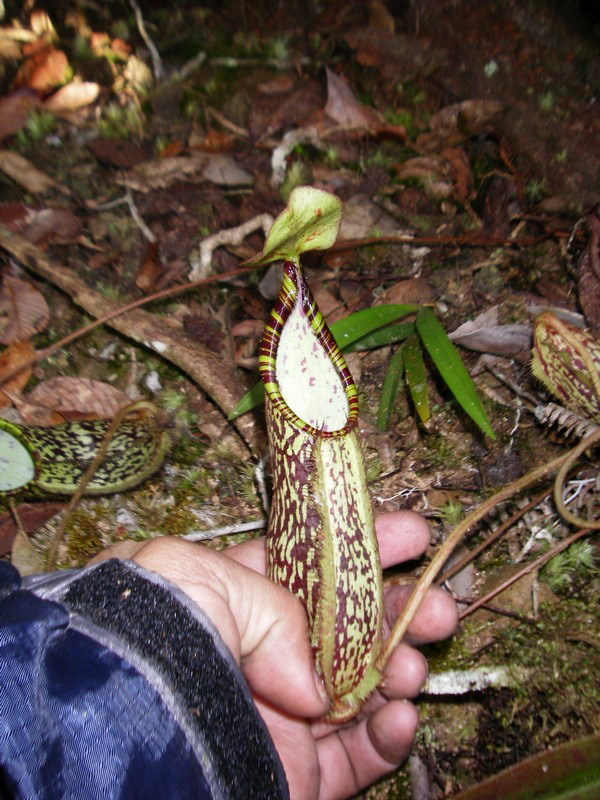
显目猪笼草的下位笼

显目猪笼草为藤本植物。其茎为圆柱形，可长达6米，直径可达7毫米。节间距可长达10厘米。
显目猪笼草的叶片革质，无柄，为长圆形，可长达16厘米，宽至6厘米。叶尖圆至急尖，渐狭至基部。中脉两侧的纵脉可多达6根。羽状脉通常不明显。笼蔓可长达25厘米。
显目猪笼草的下位笼的下三分之一至二分之一为窄卵形。笼肩以上为圆柱形，偶尔缩窄。其下位笼的体型都比较小，可高达12厘米，宽至4厘米。腹面具一对可宽达4毫米的笼翼。卵形部对应的内表面覆盖着腺体，蜡质区极其发达。笼口为圆形，前部扁平，倾斜至笼盖。唇为圆柱形，可宽达4毫米。其内缘具许多小型但明显的唇齿。唇内缘部分约占截面表面总长度的41%。笼盖为椭圆形，无附属物，基部为心形。笼盖基部后方的笼蔓尾不分叉，可长达30毫米。
显目猪笼草的上位笼的下二分之一至三分之四为窄漏斗形。笼肩以上为圆柱形或在漏斗形。上位笼的体型要大于下位笼，高可达26厘米，可宽至4.5厘米。笼翼缩小为一对隆起，但在靠近唇处仍可能具有翼须。上位笼笼肩以下的内表面覆盖着腺体。笼口为圆形，极倾斜。唇为圆柱形，可宽达3毫米。上位笼其余特征类似于下位笼。
显目猪笼草的花序为总状花序。总花梗可长达12厘米。花序轴可长达15厘米，但雌性花序的通常更短更密集。部分花梗具小苞片，带两朵花。萼片为椭圆形，可长达5毫米。
显目猪笼草被毛的发达程度有很高的可变性。大多数植株发育中的组织都覆盖着红褐色的星状短毛被，但多数早落。花序及叶片的边缘具有密集的红棕色星状持久毛被。叶片中脉的下表面也会覆盖着密集的持久短毛被。
显目猪笼草的茎和叶片为绿色。捕虫笼为绿色，并具有许多暗棕色的斑点。唇通常为淡黄绿色，并具有褐色的条纹。

## 生态关系
显目猪笼草是印度尼西亚北苏门答腊省和亚齐省特有的热带食虫植物。其水平分布范围南至多巴湖地区，北至凯米利山（Mount Kemiri）。海拔分布范围从1400米至2200米。显目猪笼草生长于苔藓森林及矮小的高地山地森林中。其通常陆生，但也可附生。
显目猪笼草的某些种群的形态特征差异较大。模式产地植株的上位笼较为宽达，而产自潘丘卢保山的较窄。在多巴湖的西侧曾记录到一种特别细长的变型。产自Siluatan山的捕虫笼通体全绿。此外，该物种的毛被也表现出很高的可变性；部分植株披被着密集的毛被，而其余几乎无毛。
产自本达哈拉山（Mount Bandahara）的显目猪笼草变型具有非常巨大且异常平展的唇。其生长于泥炭藓上。1996年，保罗·哈伍德、海科·里舍（Heiko Rischer）和安德烈亚斯·维斯图巴观察到该变型的上位笼及下位笼的主要猎物中包括了甲虫。他们也在捕虫笼内发现了共生蚊类的幼虫。
在野外，显目猪笼草与杏黄猪笼草（N. flava）、裸瓶猪笼草（N. gymnamphora）、迈克猪笼草（N. mikei）、卵形猪笼草（N. ovata）、菱茎猪笼草（N. rhombicaulis）和硬叶猪笼草（N. rigidifolia）同域分布。除杏黄猪笼草外，其他所有猪笼草物种与显目猪笼草的自然杂交种都已被发现。
由于显目猪笼草呈片状分布，所以其已被列入《2006年世界自然保护联盟濒危物种红色名录》中，保护状况为易危。1995年，查尔斯·克拉克在潘丘卢保山对显目猪笼草的考察后写道：“感觉盗采者已经采走了不少植株，部分地区很难见到幼年的植株”。

## 相关物种

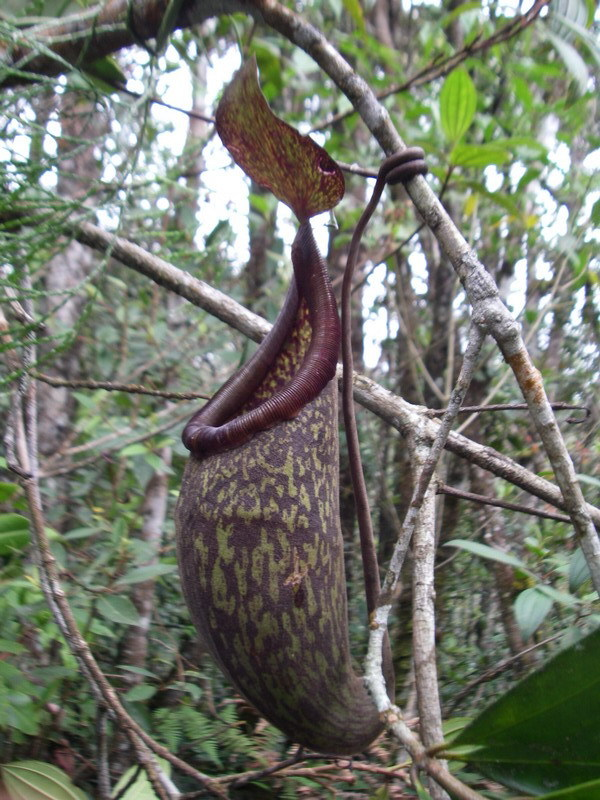
硬叶猪笼草的上位笼

显目猪笼草被认为与熔岩猪笼草之间存在着最为密切的近缘关系。它们的区别在于，显目猪笼草具有较小的花苞片、较长的果实和非常长且不分叉的笼蔓尾。它们下位笼的形状也不相同，熔岩猪笼草的下位笼为壶形至球形，而显目猪笼草下位笼的下部为卵形，上部为圆柱形。此外，熔岩猪笼草的捕虫笼一般通体为暗棕色或紫色，而显目猪笼草为浅绿色，且具有深褐色的斑点。
查尔斯·克拉克的《苏门答腊岛与西马来西亚的猪笼草》一书中曾提及了一种产自亚齐省的未描述类群，其表现为熔岩猪笼草和显目猪笼草的中间型。因其没有与其他任何猪笼草物种同域分布，所以不太可能起源于杂交种。
硬叶猪笼草也与显目猪笼草有些许相似，特别是捕虫笼的颜色。除了它们的上位笼有着显著的不同外，显目猪笼草的叶片更薄、笼蔓尾不分叉并且笼蔓从叶尖伸出。
在B·H·丹瑟1928年的专著中，显目猪笼草被归入高贵分支（Nobiles）。他写道：
|  | 第三组，即高贵分支，包含了普通分支和山地分支两分支与皇室分支之间的过渡物种。产自苏门答腊的显目猪笼草在许多方面都让人联想到血红猪笼草，但其干燥标本为黄色，且具有红棕色的毛被也表现出与皇室分支之间存在相似性。 |

查尔斯·克拉克认为“将显目猪笼草归入山地分支可能会更好，因其中包含了几种与之存在着密切近缘关系的物种，如裸瓶猪笼草和梳状猪笼草（N. pectinata）”。
2001年，查尔斯·克拉克发表了一份对来自苏门答腊岛和西马来西亚的猪笼草进行了分支系统学分析，共利用了70个形态特征。由此得到的进化树中，显目猪笼草与裸瓶猪笼草一起被归入了一个小分支中。然而，由于该研究在地理范围上的局限，其分析的地域可能无法准确反应显目猪笼草与其密切相关的物种之间的关系。

## 自然杂交种
显目猪笼草与其他许多猪笼草属物种同域分布，并已记录到了大量自然杂交种。

### 卵形猪笼草与显目猪笼草的自然杂交种
现已知卵形猪笼草与显目猪笼草的自然杂交种（N. ovata × N. spectabilis）存在于潘丘卢保山的顶峰山径。该自然杂交种的捕虫笼呈现出亲本的中间型。其唇平展，宽大，但不如卵形猪笼草的唇发达。其继承了显目猪笼草捕虫笼的斑点，但颜色要浅得多。该自然杂交种的大部分植株都陆生，少数附生于林冠。

### 硬叶猪笼草与显目猪笼草的自然杂交种
在硬叶猪笼草的模式产地附近的一块开阔的乱石区发现了几株硬叶猪笼草与显目猪笼草的自然杂交种（N. rigidifolia × N. spectabilis）。该自然杂交种与硬叶猪笼草的区别在于，其捕虫笼较窄，基部为漏斗形且中部具明显的笼肩。另一方面，其捕虫笼又宽于显目猪笼草，唇也较宽大。
硬叶猪笼草与显目猪笼草的自然杂交种下位笼的颜色很丰富，其表面上与麦克法兰猪笼草（N. macfarlanei）也有几分相似。但是麦克法兰猪笼草仅存在于西马来西亚，所以这两个类群并不容易混淆。

### 其他自然杂交种
此外，还发现了其他四种显目猪笼草的自然杂交种。分别为裸瓶猪笼草与显目猪笼草的自然杂交种（N. gymnamphora × N. spectabilis）、迈克猪笼草与显目猪笼草的自然杂交种（N. mikei × N. spectabilis）、菱茎猪笼草与显目猪笼草的自然杂交种（N. rhombicaulis × N. spectabilis）和显目猪笼草与多巴猪笼草的自然杂交种（N. spectabilis × N. tobaica）。

## 扩展阅读
- 食虫植物照片搜寻引擎中显目猪笼草的照片 （页面存档备份，存于）

 维基共享资源上的相關多媒體資源：显目猪笼草
 維基物種上的相關：显目猪笼草